# Walter Langley
Pour les articles homonymes, voir Langley.

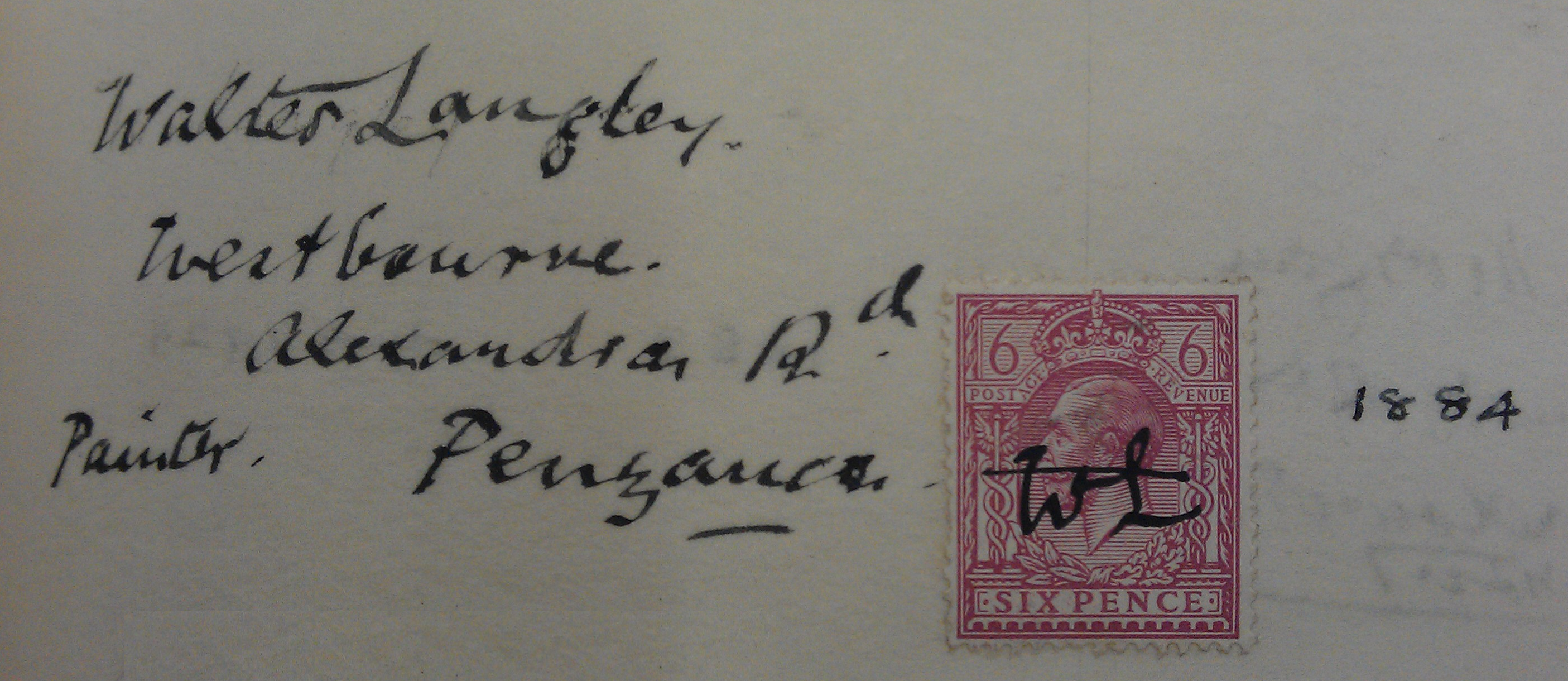
Inscription de Langley dans le registre de la, de sa propre main. Datée 1884, avec ses initiales sur un timbre-poste.
Texte : « Walter Langley, Westbourne, Alexandra Rd, Penzance, painter »

Walter Langley (8 juin 1852 – 21 mars 1922) est un peintre anglais fondateur de l'École de Newlyn d'artistes de plein air.

## Biographie
Il est né à Birmingham, où son père était tailleur. À partir de 15 ans, il a fait son apprentissage chez un lithographe. À 21 ans, il a obtenu une bourse pour South Kensington, où il a étudié le design pendant deux ans. Son travail parfois très ornementé en or et en argent est de style Renaissance. Il est revenu à Birmingham, où il s'est consacré entièrement à la peinture. En 1881, il a été reçu Associé de la Royal Birmingham Society of Artists (en). La même année, un photographe de Birmingham, Mr Thrupp, lui a proposé 500 £ pour un an de son travail. Avec cet argent, Langley a déménagé avec sa famille à Newlyn, au sud-ouest de la Cornouailles, où il a été un des premiers artistes à s'installer.
Politiquement à gauche pour son époque, il a été remarqué pour le réalisme social (en) de ses portraits des classes populaires, particulièrement de pêcheurs et de leurs familles. Il soutenait le radical-socialiste Charles Bradlaugh (1833-1891). Beaucoup de ses tableaux reflètent sa sympathie pour les pêcheurs parmi lesquels il vivait. Un des plus connus est For Men Must Work and Women Must Weep de 1883 (Birmingham Museum and Art Gallery), basé sur le poème de Charles Kingsley Three Fishers (en) (1851). Un autre est Between The Tides (1901, Warrington Museum & Art Gallery (en)).
Bien qu'un des premiers à s'installer dans la colonie d'artistes de l'École de Newlyn, Langley n'a d'abord que peu bénéficié de la notoriété naissante de celle-ci, en partie à cause de ses origines populaires et en partie parce qu'avant 1892 il a surtout peint à l'aquarelle plutôt qu'avec la plus prestigieuse peinture à l'huile. Sa formation initiale en lithographie donne à ses peintures un détail et une texture révélateurs de sa maîtrise technique.
Sa réputation a augmenté plus tard dans sa carrière. Un de ses tableaux a été qualifiée par Léon Tolstoï d'« œuvre d'art belle et vraie » dans son livre Qu’est-ce que l’art ? (1898). En 1895 Langley avait été invité par la Galerie des Offices à fournir un autoportrait à exposer à côté de ceux de Raphaël, Rubens et Rembrandt dans leur collection de portraits de grands artistes. Aujourd'hui, son œuvre est considérée comme « essentielle à l'image de l'école de Newlyn » et « avec celle de Stanhope Forbes (...) la plus cohérente en style et la plus importante en quantité. »
Il est mort à Penzance en mars 1922.

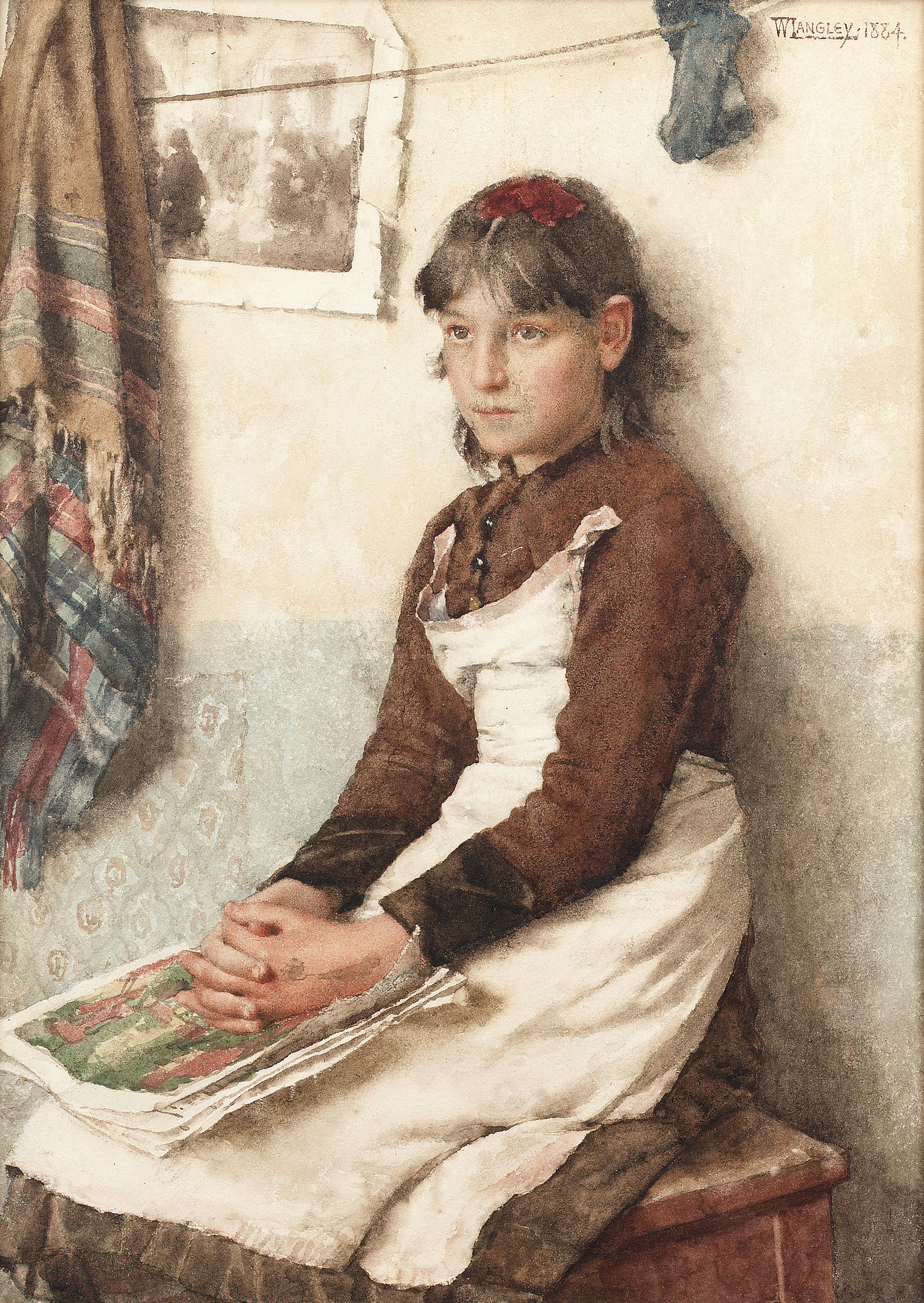
A daydream, 1884
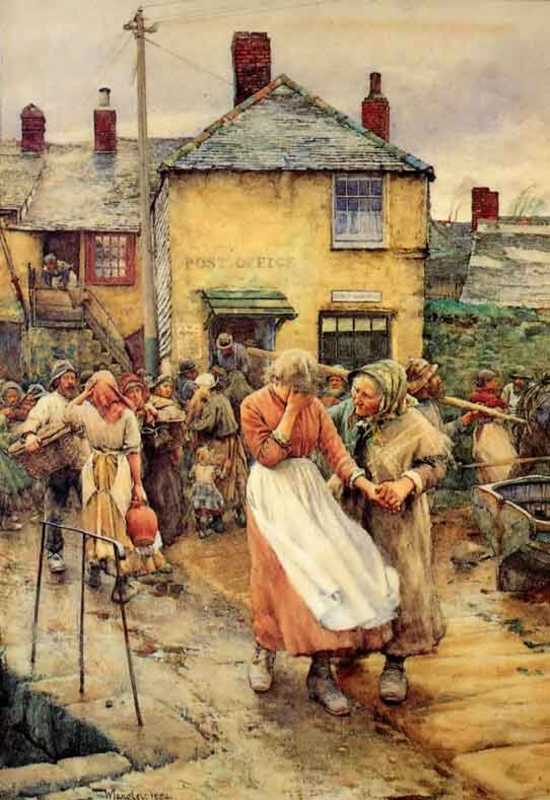
Among The Missing, 1884
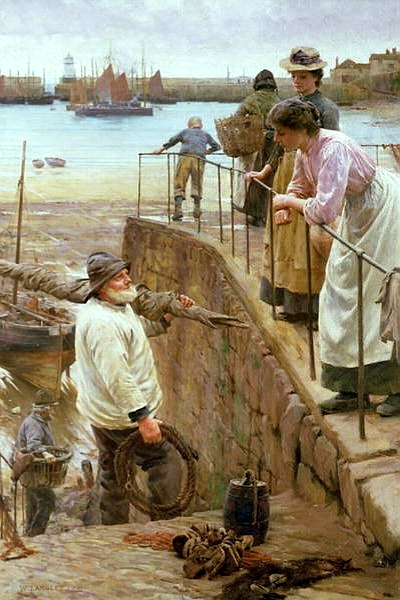
Between The Tides, 1901
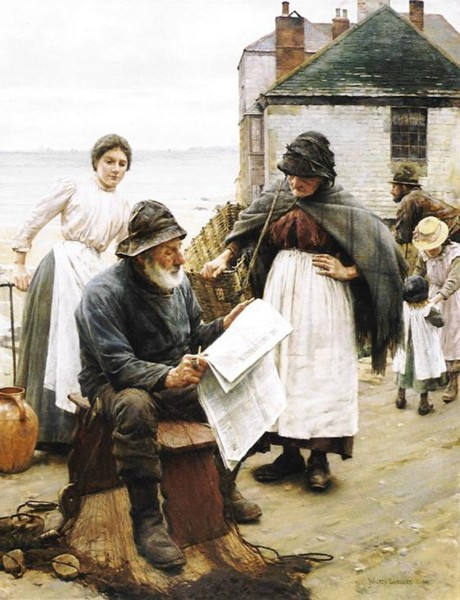
When The Boats Are Away, 1903
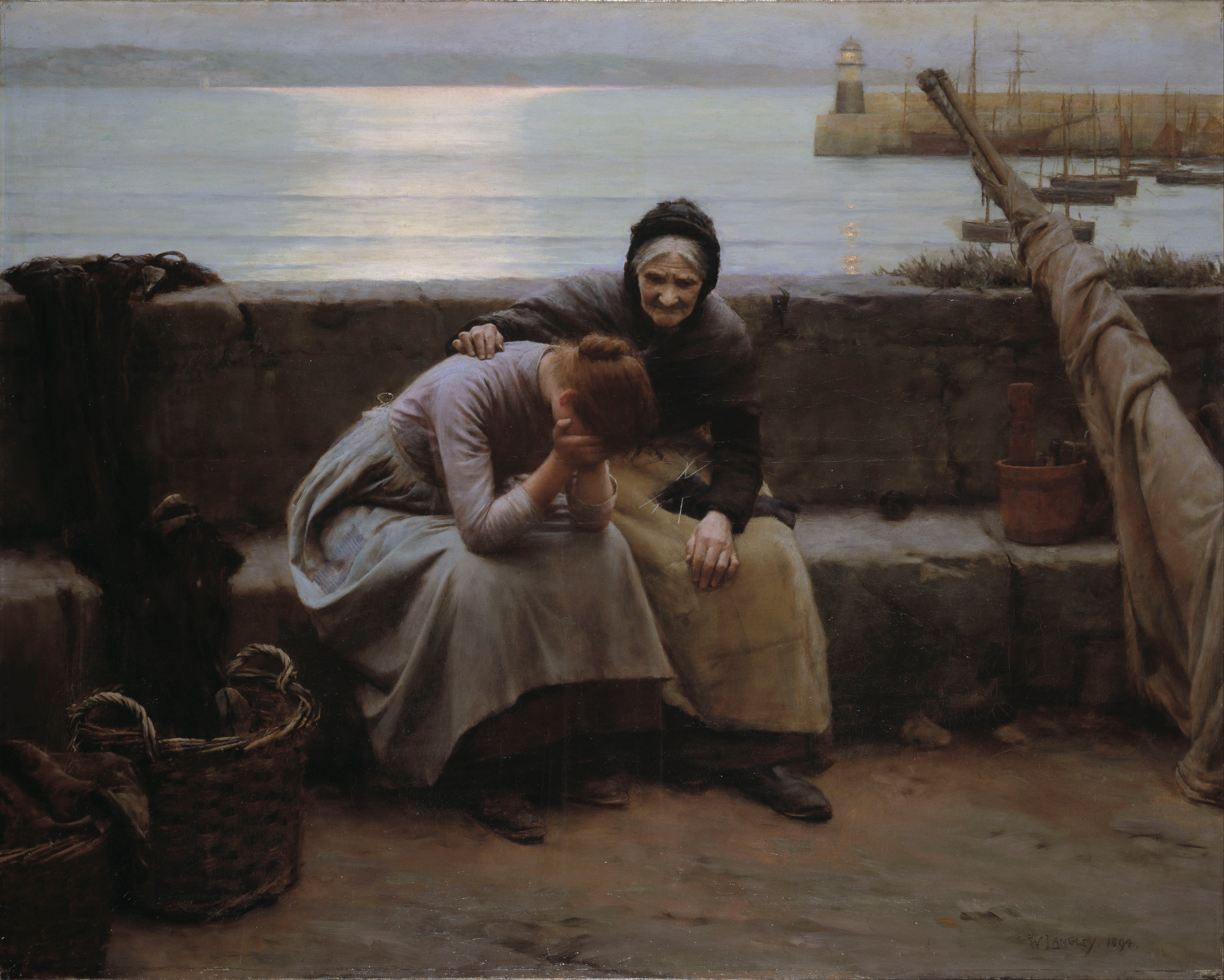
Never Morning Wore to Evening but Some Heart Did Break, 1894
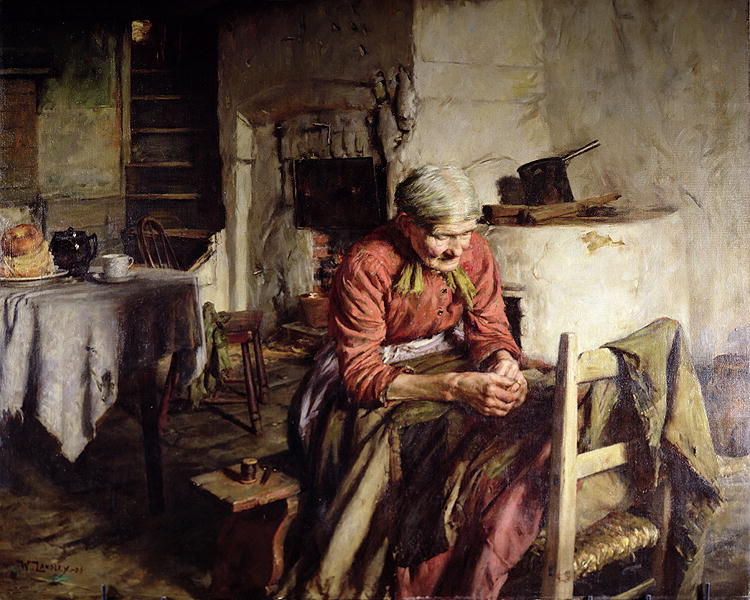
Memories, 1906